# 韋爾科姆 (明尼蘇達州)
韋爾科姆（英語：Welcome）是一個位於美國明尼蘇達州馬丁縣的城市。

## 人口
根據2020年美國人口普查的數據，韋爾科姆的面積為3.77平方千米，皆為陸地。當地共有人口710人，而人口密度為每平方千米188人。